# Moasca
Moasca (Moasca o Muasca in piemontese) è un comune italiano di 521 abitanti della provincia di Asti in Piemonte. Fa parte della Comunità Collinare tra Langa e Monferrato comprendente anche i comuni di Canelli, Calosso, Castagnole delle Lanze, Coazzolo, Costigliole d'Asti, San Marzano Oliveto, Montegrosso d'Asti.

## Geografia fisica
Il comune è situato tra i fiume Belbo e Nizza, a circa 25 km a sud di Asti.
Arrivando da Calosso, lungo la valle che scende da Canelli (distante 6 km da Moasca) il paese appare appoggiato dolcemente su un colle verdeggiante, dalla sommità vasta e piatta. Il territorio si estende per circa 4,13 km² sui rilievi collinari.

## Storia

### Simboli
(D.P.R. 8 settembre 2000)

## Monumenti e luoghi d'interesse

### La chiesa parrocchiale
Nel centro del paese sorgono la chiesa parrocchiale dedicata a san Pietro ed il municipio. La parrocchiale è della fine del Seicento e presenta notevoli motivi di interesse. A sinistra della parrocchiale, della stessa epoca, sorge la pregevole chiesetta di San Rocco, in cotto, con campanile e portico, sede della confraternita dei Battuti.

### Il castello
Le parti attualmente esistenti del castello di Moasca sono quanto rimane dell'edificio costruito nel 1351 così come apprendiamo da un'enigmatica scritta posta ancora oggi sulla sommità del portale d'ingresso. La precedente fortificazione fu rasa al suolo nel 1308, dopo un lungo e difficile assedio, non sono note né l'origine né la forma.
Al fine di comprendere le vicende che portarono alla distruzione del primitivo castello è doveroso ricordare le sanguinose lotte intestine che turbarono il comune di Asti nel Trecento. Queste ultime si collegavano agli scontri fra guelfi e ghibellini.
La ricostruzione del nuovo castello, sulle rovine del precedente, avvenne solo nel 1351.
Sotto la proprietà dei Secco Suardo l'interno della costruzione medioevale era stato sicuramente abbellito e reso più confortevole. Di particolare interesse era, senza dubbio, la cantina: essa occupava tutta la zona interrata del castello; da quest'ultima si accedeva ancora ai sotterranei cunicoli definiti dallo storico astigiano “assai profondi” adibiti a prigioni.
L'attuale amministrazione comunale ha avviato un programma di recupero e valorizzazione della struttura ancora esistente proponendo, dopo aver attuato gli urgenti interventi di restauro conservativo, il recupero della vasta cantina interrata.

## Società

### Evoluzione demografica
Abitanti censiti

## Economia
L'economia è basata principalmente sull'agricoltura: la coltivazione della vite costituisce la fonte di reddito primaria per gli agricoltori. I vini Barbera d'Asti, il Moscato d'Asti e l'Asti Spumante sono, senza dubbio, il fiore all'occhiello dell'enologia del luogo.

## Amministrazione
Di seguito è presentata una tabella relativa alle amministrazioni che si sono succedute in questo comune.
| Periodo        | Periodo        | Primo cittadino    | Partito                         | Carica  | Note  |
| -------------- | -------------- | ------------------ | ------------------------------- | ------- | ----- |
| 1º luglio 1985 | 26 maggio 1990 | Giuseppe Scaglione | -                               | Sindaco | [ 5 ] |
| 26 maggio 1990 | 24 aprile 1995 | Giuseppe Scaglione | -                               | Sindaco | [ 5 ] |
| 24 aprile 1995 | 14 giugno 1999 | Giuseppe Scaglione | centro                          | Sindaco | [ 5 ] |
| 14 giugno 1999 | 14 giugno 2004 | Andrea Ghignone    | lista civica                    | Sindaco | [ 5 ] |
| 14 giugno 2004 | 8 giugno 2009  | Andrea Ghignone    | lista civica                    | Sindaco | [ 5 ] |
| 8 giugno 2009  | 26 maggio 2014 | Maurizio Bologna   | lista civica                    | Sindaco | [ 5 ] |
| 26 maggio 2014 | 26 maggio 2019 | Andrea Ghignone    | lista civica Parità trasparenza | Sindaco | [ 5 ] |
| 26 maggio 2019 | in carica      | Andrea Ghignone    | lista civica Siamo Moasca       | Sindaco | [ 5 ] |